# Israel Reyes
Israel Reyes Romero (ur. 23 maja 2000 w Autlán de Navarro) – meksykański piłkarz występujący na pozycji prawego lub środkowego obrońcy, reprezentant Meksyku, od 2023 roku zawodnik Amériki.